# Reuleut
Reuleut is een bestuurslaag in het regentschap Pidie Jaya van de provincie Atjeh, Indonesië. Reuleut telt 281 inwoners (volkstelling 2010).